# Hans Wallner
Hans Wallner, avstrijski smučarski skakalec in trener, * 29. april 1953, Bistrica na Zilji, Avstrija.
Wallner je bil član Športnega društva Zahomc, kjer ga je treniral Franz Wiegele starejši. Leta 1969 se je s šestnajstimi leti pridružil državni reprezentanci pod vodstvom Seppa Bradla in Baldurja Preimla in v sedemdesetih prinesel avstrijski reprezentanci uspehe skupaj s klubskimi sotekmovalci Karlom Schnablom, Hansom Millonigom in Seppom Gratzerjem. Nastopil je na zimskih olimpijskih igrah v letih 1976 in 1984, leta 1976 je bil šesti na posamični tekmi na veliki skakalnici, leta 1984 pa 24. na srednji in veliki skakalnici. Na svetovnem prvenstvu v poletih leta 1975 na letalnici v Kulmu je osvojil peto mesto. Leta 1982 je na svetovnem prvenstvu osvojil srebrno medaljo na ekipni tekmi na veliki skakalnici. V svetovnem pokalu je osvojil edino zmago 15. februarja 1981 na tekmi v Saporu, še trikrat v karieri se je uvrstil na drugo mesto. V svoji najuspešnejši sezoni 1980/81 je osvojil sedmo mesto v skupnem seštevku svetovnega pokala in šesto na turneji štirih skakalnic.
Leta 1981 je bil izbran za koroškega športnika leta. Po končani karieri je deloval kot trener v italijanski reprezentanci, sicer je bil zaposlen v beljaški državni bolnišnici do upokojitve leta 2016.